# Dectochilus decens
Dectochilus decens là một loài bướm đêm trong họ Geometridae.